# Leckwitz (Liebschützberg)
Leckwitz ist ein Ortsteil der Gemeinde Liebschützberg im Landkreis Nordsachsen in Sachsen.

## Geografie und Verkehrsanbindung
Der Ort liegt nordöstlich von Oschatz und westlich von Strehla. Unweit westlich hat der Rietschgraben seine Quelle. Östlich fließt die Elbe.
Östlich verlaufen die S 27 und die S 31. Südlich verläuft die B 6 und östlich die B 182.

## Geschichte
Am 1. Juli 1950 wurde die bis dahin eigenständige Gemeinde Saalassen eingegliedert.

## Kulturdenkmale
In der Liste der Kulturdenkmale in Liebschützberg sind für Leckwitz zwei Kulturdenkmale aufgeführt.